# Ландроф
Ландроф (фр. Landroff) — коммуна на северо-востоке Франции, регион Гранд-Эст (бывший Эльзас — Шампань — Арденны — Лотарингия), департамент Мозель. Относится к кантону Гротенкен.

## Географическое положение
Ландроф расположен в 320 км к востоку от Парижа и в 36 км к востоку от Меца.

## История
- Поселение исторической провинции Лотарингия, сеньората Моранж, затрем Креанж.
- В XVII веке был разрушен и опустошён.
- В 1813—1835 годы входил в коммуну Эншвиль.

## Демография

Население Ландрофа.

По переписи 2011 года в коммуне проживал 301 человек.

## Достопримечательности
- Церковь Сен-Бартелеми (XIX век).